# Milionia aetheria
Milionia aetheria là một loài bướm đêm trong họ Geometridae.